# 揚越
扬越，又稱揚粵，是先秦百越部族的一个分支，活動區域在長江中下游，因居住在古代扬州而得名。
扬越之名最早出现于战国时期，有的解释为越人所居住之地属九州之一的扬州（非今日之扬州市），故称“扬越”，战国时期的越国亡后，扬越、百越之称渐多，各个时期称呼对样不一样，有时和越國、越人、百越混合使用。扬越最初的分布区域，北至淮河，东南至海，西与荆州以都阳湖为界，包括今江苏、安徽南部、江西东部和浙江、福建及广东等省，包括今湖南、湖北等地。其后多对居于湖南、湖北、江西之越人称为扬越。扬越人居住地以山地、丘陵、盆地、河谷为主，分布于长江流域，包括汉水、湘江、资水、沅水、澧水、赣江及洞庭湖、鄱阳湖等地域；以农业为主，过定居生活，主要依靠种植水稻。